# Rosanna Arquette
Rosanna Lauren Arquette (n. 10 august 1959, New York) este o actriță americană. 

## Biografie
Ea este cea mai mare dintre cei cinci copii din familie. Bunicul ei a fost un actor comic, iar tatăl actor, a întemeiat grupa satirică Committee. La vârsta de 15 ani, Rosanna a început să cutreiere SUA cu autostopul, iar la 17 ani a jucat roluri episodice în seriale. A început să aibă succes între anii 1980 - 1990, când poate fi văzută jucând frecvent în numeroase filme, roluri neconvenționale, excentrice, personaje perdante, uneori dezorientate, sau care luptă din greu pentru a reuși. Faciesul ei special și privirea străbătută de tristețe au desemnat-o pentru astfel de roluri. În anul 2002 a debutat în regie cu documentarul Searching for Debra Winger.
S-a căsătorit cu John Sidel și împreună au avut o fiică, Zoe Bleu, dar au divorțat. În 2013 s-a căsătorit cu Todd Morgan, de care a divorțat în 2022.

## Filmografie și roluri jucate
- 2024: Succubus
- 2023: Men of Divorce
- 2022: Signs of Love
- 2022: Body Parts

- 2020: Puppy Love
- 2020:  Love Is Love Is Love

- 2019: The Etruscan Smile

- 2018: For the Love of George
- 2018: Billionaire Boys Club

- 2018: Octavio Is Dead
- 2017: Born Guilty

- 2017: Maya Dardel

- 2017: Holy Lands
- 2017: SPF-18
- 2016: Frank & Lola
- 2016: Lovesong

- 2016: Falsely Accused

- 2015: Larry Gaye: Renegade Male Flight Attendant
- 2015: Kill Your Friends

- 2014: Asthma

- 2014: Draft Day

- 2012: Hardflip

- 2011: Peace, Love & Misunderstanding
- 2011: Convincing Clooney
- 2011: Exodus Fall

- 2011: The Divide .... Marylin
- 2010: Exodus Fall   .... Marilyn Minor
- 2010: Private Practice   .... Corinne (2 episodes, 2010)
- 2009: Eastwick   .... Greta Noa (2 episodes, 2009)
- 2009: American Pie Presents: The Book of Love   (V) .... Rob's Mom
- 2009: Repo Chick   .... Lola
- 2009: Northern Lights    (TV) .... Charlene Galligan
- 2008: Lipstick Jungle    .... Tina Atwood (1 episode, 2008)
- 2008: Growing Op    .... Diana
- 2008: Ball Don't Lie   .... Francine
- 2008: Medium    .... Michelle Todd (1 episode, 2008)
- 2008: Dirt   .... Mia (1 episode, 2008)
- 2007: Terra   (voice) .... Professor Lina
- 2006: What About Brian   .... Nicole Varzi / ... (24 episodes, 2006–2007)
- 2004: The L Word   .... Cherie Jaffe (5 episodes, 2004–2007)
- 2006: I-See-You.Com   .... Lydia Ann Layton
- 2005: Grey's Anatomy   .... Constance Ferguson (1 episode, 2005)
- 2005: Kids in America   .... Abby Pratt
- 2005: Welcome to California   .... Prostitute
- 2005: Malcolm in the Middle    .... Anita (1 episode, 2005)
- 2005: Iowa    .... Effie Harte
- 2005: My Suicidal Sweetheart   .... Vera
- 2005: Law & Order: Criminal Intent   .... Kay Connelly (1 episode, 2005)
- 2004: Dead Cool   .... Deirdre
- 2004: Summerland    .... Ronnie (1 episode, 2004)
- 2004: Gilded Stones   .... Sally
- 2003: Rush of Fear    (TV) .... Alex McGuire
- 2003: The Law and Mr. Lee    (TV) .... Linda Ellis
- 2003: Will & Grace   .... Julie (2 episodes, 2003)
- 2003: The Practice   .... Brenda Miller (1 episode, 2003)
- 2002: Going to California   .... Helen (1 episode, 2002)
- 2001: Diary of a Sex Addict   (V) .... Grace Horn
- 2001: Good Advice    .... Cathy Sherman
- 2001: Big Bad Love   .... Velma
- 2001: Joe Dirt    (uncredited) .... Charlene the Gator Farmer
- 2001: Things Behind the Sun   .... Pete
- 2001: The Huntress   .... Arlene Potts (1 episode, 2001)
- 2000: Too Much Flesh   .... Amy
- 2000: Poison    (TV) .... Dana
- 2000: The Whole Nine Yards   .... Sophie Oseransky
- 1999: Switched at Birth    (TV) .... Linda Wells
- 1999: Pigeonholed    .... Devon's Mother
- 1999: Palmer's Pick Up   .... Dawn
- 1999: The '60s   (TV) (uncredited) .... Hippie Mother
- 1999: Sugar Town    .... Eva
- 1999: Interview with a Dead Man
- 1998: Fait Accompli   .... Jezzebelle
- 1998: I'm Losing You   .... Rachel Krohn
- 1998: Hell's Kitchen    .... Liz McNeary
- 1998: Floating Away    (TV) .... Maurey Talbot
- 1998: Hope Floats    (uncredited) .... Connie Phillips
- 1998: Buffalo '66    .... Wendy Balsam
- 1998: I Know What You Did    (TV) .... Stacey Keane
- 1998: Homeslice
- 1997: Do Me a Favor   .... Alex Langley
- 1997: Deceiver   .... Mrs. Kennesaw
- 1997: Gone Fishin'   .... Rita
- 1997: Gun    .... Lilly Difideli (1 episode, 1997)
- 1996: Homicide: Life on the Street    .... Caroline Widmer (1 episode, 1996)
- 1996: Crash    .... Gabrielle
- 1996: White Lies    .... Junkie Artist
- 1995: Search and Destroy   .... Lauren Mirkheim
- 1994: Nowhere to Hide    (TV) .... Sarah Blake
- 1994: Pulp Fiction   .... Jody
- 1993: The Wrong Man   (TV) .... Missy Mills
- 1993: Nowhere to Run   .... Clydie Anderson
- 1992: In the Deep Woods    (TV) .... Joanna Warren
- 1992: Fathers & Sons   .... Miss Athena
- 1991: The Linguini Incident   .... Lucy
- 1991: Son of the Morning Star   (TV) .... Libby Custer
- 1991: Flight of the Intruder   .... Callie
- 1990: Wendy Cracked a Walnut    .... Wendy
- 1990: Separation   (TV) .... Sarah Weiss
- 1990: Sweet Revenge   .... Kate Williams
- 1989: Black Rainbow   .... Martha Travis
- 1989: New York Stories   .... Paulette
- 1988: Promised a Miracle    (TV) .... Alice Elizabeth 'Lucky' Parker
- 1988: Le grand bleu   .... Johana Baker
- 1987: Trying Times   .... Kara Dimley (1 episode, 1987)
- 1987: Amazon Women on the Moon   .... Karen (segment "Two I.D.'s")
- 1986: Nobody's Fool   .... Cassie
- 1986: 8 Million Ways to Die   .... Sarah
- 1985: After Hours   .... Marcy Franklin
- 1985: Silverado    .... Hannah
- 1985: Desperately Seeking Susan    .... Roberta Glass
- 1985: The Aviator    .... Tillie Hansen
- 1985: Survival Guide   (TV)
- 1984: The Parade    (TV) .... Tilda Kirby
- 1983: One Cooks, the Other Doesn't   (TV) .... Tracy Boone
- 1983: Off the Wall   .... Pam Smith
- 1983: Baby It's You   .... Jill Rosen
- 1983: Insight    (1 episode, 1983)
- 1982: Johnny Belinda   (TV) .... Belinda McAdam
- 1982: The Executioner's Song    (TV) .... Nicole Baker
- 1982: The Wall    (TV) .... Halinka Apt
- 1981: A Long Way Home   (TV) .... Rose Cavanaugh
- 1981: Here's Boomer   .... Ginny (1 episode, 1981)
- 1981: S.O.B.   .... Babs
- 1980: Gorp   .... Judy
- 1979: Shirley   .... Debra Miller (13 episodes, 1979–1980)
- 1979: The Runaways   .... Sally (1 episode, 1979)
- 1979: More American Graffiti   .... Girl in Commune
- 1979: The Ordeal of Patty Hearst    (TV) .... Becky
- 1979: Eight Is Enough    .... Lori West (1 episode, 1979)
- 1978: Zuma Beach    (TV) .... Beverly
- 1978: ABC Afterschool Specials    .... Charlie Meredith (1 episode, 1978)
- 1978: What Really Happened to the Class of '65?   .... Nancy (1 episode, 1978)
- 1978: The Dark Secret of Harvest Home    TV mini-series .... Kate Constantine
- 1977: James at 15   .... Actress / ... (2 episodes, 1977–1978)
- 1977: Having Babies II    (TV) .... Connie